# Aristolochia griffithii
Aristolochia griffithii Hook.f. & Thomson ex Duch. – gatunek rośliny z rodziny kokornakowatych (Aristolochiaceae Juss.). Występuje naturalnie w Nepalu, indyjskim stanie Sikkim, Bhutanie, Mjanmie oraz Chinach (w prowincji Junnan oraz regionie autonomicznym Kuangsi).

## Morfologia
PokrójKrzew o pnących pędach z brązowo-czerwonawym owłosieniem.
LiścieMają sercowaty lub okrągły kształt. Mają 10–28 cm długości oraz 6–8 cm szerokości. Nasada liścia ma sercowaty kształt. Z krótko spiczastym lub ostrym wierzchołkiem. Mają brązowo-czerwonawe owłosienie od spodu. Ogonek liściowy jest owłosiony i ma długość 5–10 cm.
KwiatyZygomorficzne, pojedyncze. Mają ciemnopurpurową barwę z żółtymi plamkami. Dorastają do 80 mm długości i 3,5 cm średnicy. Mają kształt wygiętej tubki. Są czerwone wewnątrz. Łagiewka ułożona jest poziomo lub skośnie, jajowata u podstawy. Mają po 6 pręcików. Podsadki mają owalny lub okrągły kształt i są sercowate u nasady.
OwoceTorebki o cylindrycznym kształcie. Mają 10–18 cm długości i 2,5–3 cm szerokości. Pękają u podstawy.

## Biologia i ekologia
Rośnie w lasach mieszanych. Występuje na wysokości od 2100 do 2800 m n.p.m. Kwitnie od kwietnia do lipca, natomiast owoce pojawiają się od sierpnia do października.